# Згурский, Иван Кириллович

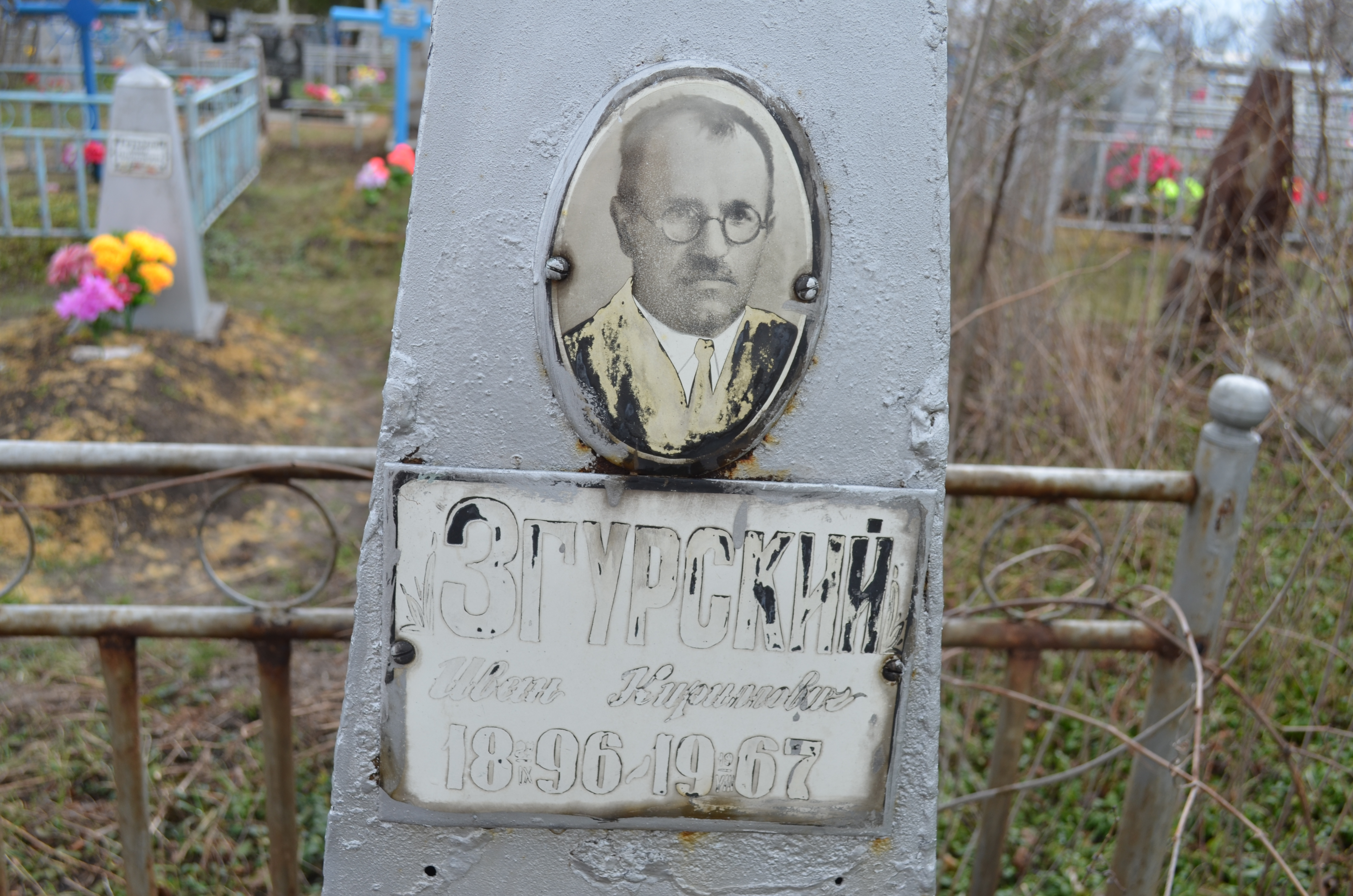
Могила на Чупаховском кладбище

Иван Кириллович Згу́рский  (25 сентября 1896, Таврическая губерния — 19 августа 1967) — украинский советский селекционер, лауреат Сталинской премии 2-й степени (1950) - получил ее лишь в 1962 году. Заслуженный зоотехник УССР (1956).

## Биография
Родился 25 сентября 1896 года в Таврической губернии, работал в Запорожской области.
В 1932 году окончил Киевский зоотехнический институт.
С 1935 года до смерти проживал в посёлке Чупаховка (ныне Ахтырский район, Сумская область, Украина).
Неоднократно преследовался властями.
Его селекционная работа была начата перед Великой Отечественной войной. Во время войны скот был эвакуирован в Киргизию, под руководством И. К. Згурского, был возвращён из эвакуации с пополнением стада.
Коровы-рекордистки Лебединской породы давали до 30 литров молока в сутки.
Избирался депутатом Сумского областного совета депутатов трудящихся 4-го созыва (1953).
Умер 19 августа 1967 года.

## Награды
- Сталинская премия 2-й степени (1950) — за выведение новой высокопродуктивной лебединской породы крупного рогатого скота.
- Заслуженный зоотехник УССР (1956).